# Theater Kerkrade

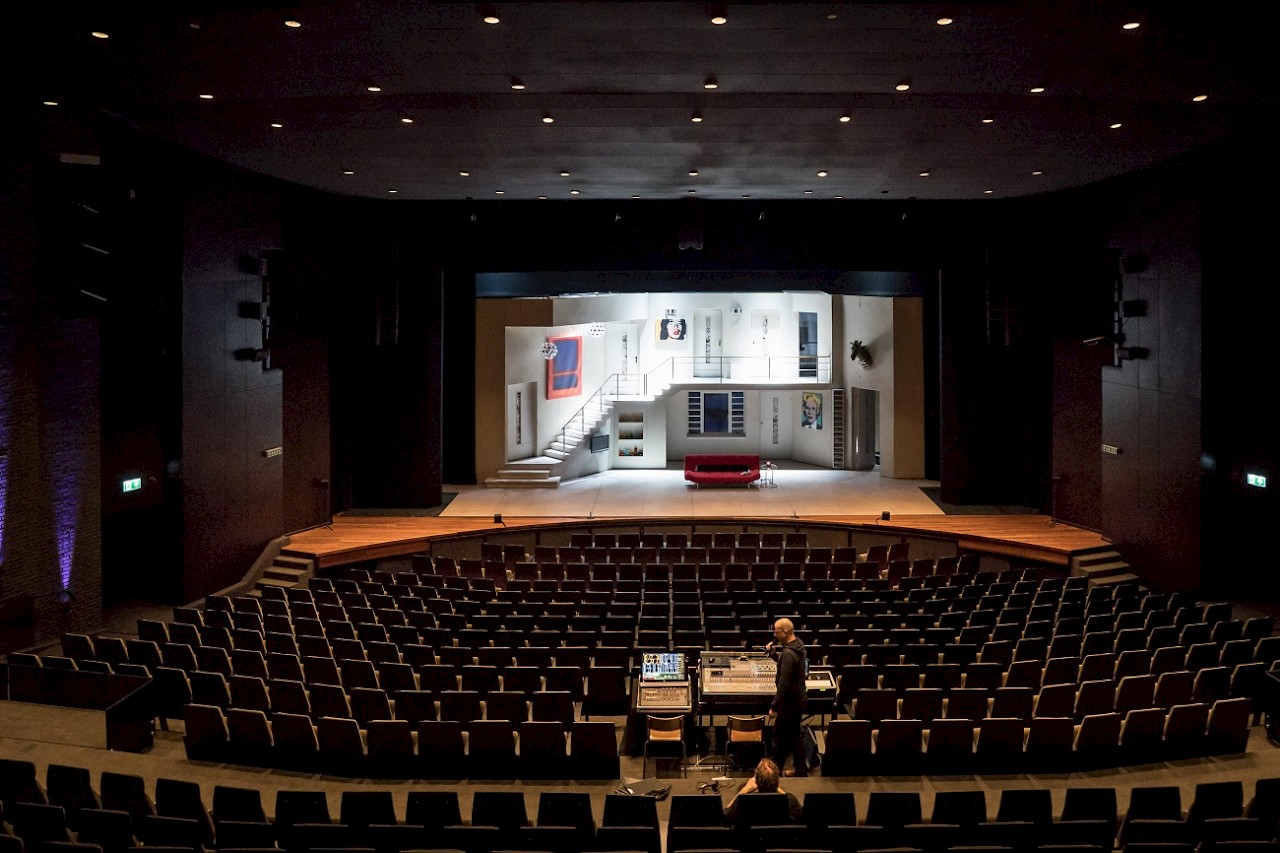
Parkstad Limburg Theaters, locatie Kerkrade, grote zaal

Theater Kerkrade in Kerkrade, voorheen het Wijngrachttheater, is een van de twee theaters die samen de groep Parkstad Limburg Theaters vormen. Het theater heeft één zaal met 633 zitplaatsen. De programmering wordt gedeeld met Theater Heerlen, dat met zijn 3 zalen het grootste deel van de voorstellingen op zich neemt.
Elk jaar in de zomermaanden juli en augustus is Theater Kerkrade enkele weken het toneel van de meeste professionele uitvoeringen tijdens het Orlando Festival voor klassieke ensemblemuziek. In de lente vindt er tevens de finale van het Charles Hennen Concours voor strijkers.